# (21652) Vasishtha
(21652) Vasishtha est un astéroïde de la ceinture principale d'astéroïdes.

## Description
(21652) Vasishtha est un astéroïde de la ceinture principale d'astéroïdes. Il fut découvert le 22 juillet 1999 à Socorro (Nouveau-Mexique) par le projet LINEAR. Il présente une orbite caractérisée par un demi-grand axe de 2,61 UA, une excentricité de 0,25 et une inclinaison de 12,0° par rapport à l'écliptique.

## Compléments